# 2 Dywizja Pancerna (III Rzesza)

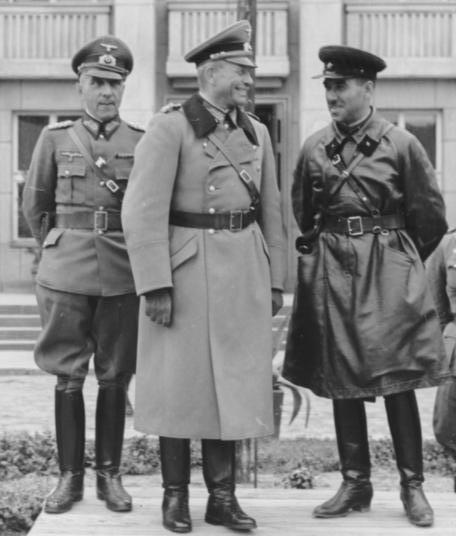
Gen. Heinz Guderian, pierwszy dowódca dywizji. 23 września 1939

2 Dywizja Pancerna (niem. 2. Panzer-Division) – niemiecka dywizja pancerna z okresu II wojny światowej, uczestniczyła w agresji na Polskę, Belgię, Francję, Jugosławię i Grecję oraz ataku na Związek Radziecki.

## Historia
Dywizja została sformowana rozkazem z dnia 15 października 1935 roku w Würzburgu. W 1938, miała iść w szpicy w czasie wkraczania do Austrii, jednak z przyczyn logistycznych brakło dla niej paliwa. Po zajęciu Austrii, została przeniesiona do Wiednia. 
W 1939 roku dywizja wzięła udział w agresji na Polskę w składzie XVIII Korpusu Górskiego 14 Armii. W okolicy miejscowości Toporzysko, Skawa i Bystra żołnierze tej dywizji zastrzelili polskiego jeńca. Jeden z żołnierzy 2 DP prezentując ogólnie panującą pogardę wobec Polaków 9 września 1939 stwierdził Moim zdaniem [polski] rząd powinien trafić na szubienicę. To po prostu szaleństwo walczyć przeciwko naszej przewadze, a ich naród nawet nie wie,o co.
Po zakończeniu działań w Polsce została przerzucona na zachód i weszła w skład XIX Korpusu 12 Armii. W składzie tej armii wzięła udział w walkach we Francji w maju i czerwcu 1940 roku, prowadząc atak przez Belgię w kierunku Dunkierki. Następnie wycofano ją do Niemiec. 
We wrześniu 1940 roku przeniesiona do okupowanej Polski, gdzie stacjonowała do lutego 1941 roku. W marcu 1941 ponownie weszła w skład 12 Armii i została przebazowana do Rumunii, a następnie w składzie XVIII Korpusu wzięła udział w inwazji na Jugosławę i Grecję w 1941 roku. Państwa te zaatakowała z terytorium Bułgarii. Po zakończeniu działań w Grecji została przebazowana początkowo do okupowanej Polski, a następnie na południe Francji. 
W październiku 1941 roku została włączona w skład 4 Grupy Pancernej i wraz z nią brała udział w walkach w składzie Grupy Armii Środek podczas ataku na Związek Radziecki, biorąc udział w bitwie pod Moskwą. Od tego momentu walczyła na froncie wschodnim do grudnia 1943 roku. W tym czasie walczyła w bitwach pod Smoleńskiem, Orłem i Kijowem. 
W styczniu 1944 roku została przeniesiona do Francji, gdzie jest przeformowywana. Po rozpoczęciu lądowania aliantów we Francji weszła do walk przeciwko wojskom inwazyjnym w składzie Grupy Pancernej „West”. Następnie walczy w północnej Francji w składzie 7 Armii. 
W grudniu 1944 roku weszła w skład 5 Armii Pancernej i wzięła udział w ofensywie w Ardenach. W marcu 1945 roku została wycofana z walk i przebazowana do Plauen, gdzie została uzupełniona i zreorganizowana. Znajduje się tam do końca II wojny światowej, kapitulując w maju 1945 roku przed wojskami amerykańskimi.

## Dowództwo dywizji
Dowódcy dywizji
- płk Heinz Guderian (1935–1938)
- gen. mjr Rudolf Veiel (1938–1942)
- gen. mjr Hans-Karl von Esebeck (1942)
- gen. mjr Arno von Lenski (1942)
- płk/gen. por. Vollrath Lübbe (1942–1944)
- gen. por. Heinrich Freiherr von Lüttwitz (1944)
- gen. por. Franz Westhoven (1944)
- gen. por. Heinrich Freiherr von Lüttwitz (1944) (ponownie)
- płk Henning Schönfeld (1944)
- płk Meinrad von Lauchert (1944–1945)
- gen. mjr Oskar Munzel (1945)
- płk Karl Stollbrock (1945)

## Struktura organizacyjna
Skład w 1935:

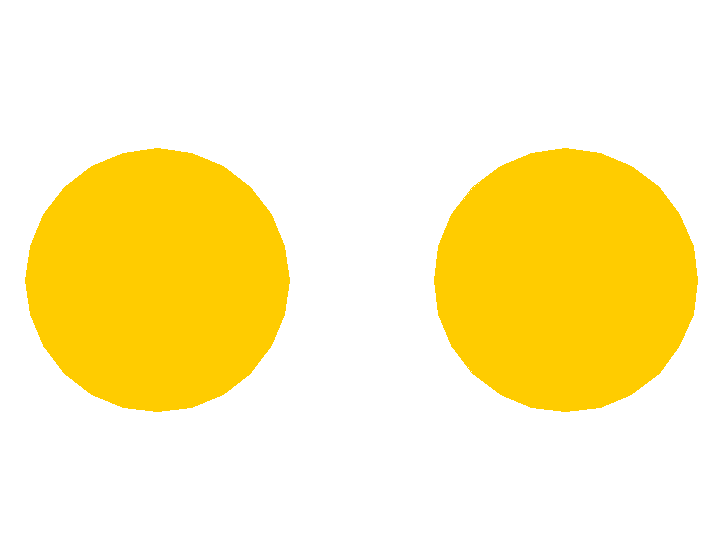
Znak taktyczny 1

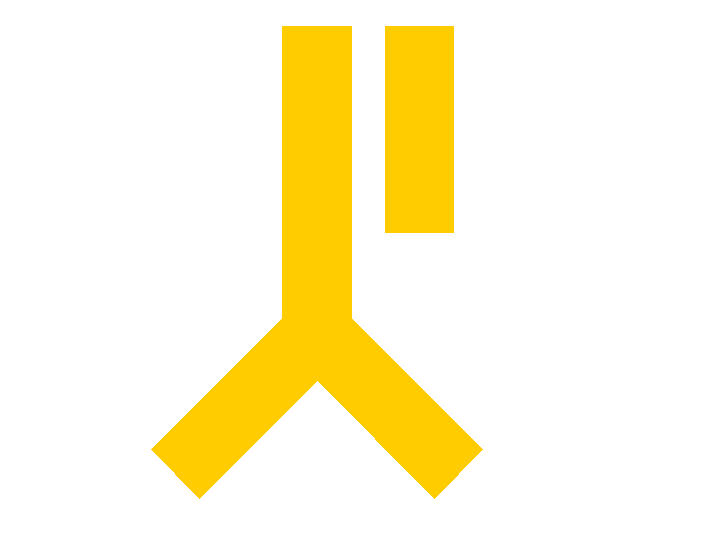
Znak taktyczny 2

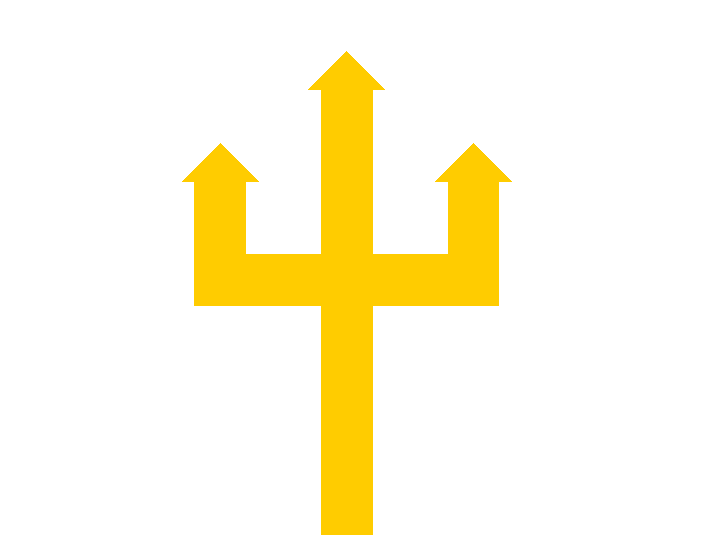
Znak taktyczny 3

- 2 Brygada Pancerna (2.Panzer-Brigade)
  - 3 pułk pancerny (Panzer-Regiment 3)
  - 4 pułk pancerny (Panzer-Regiment 4)
- 2 Brygada Strzelców (zmotoryzowana) (2. Schützen-Brigade)
  - 2 pułk strzelców (Schützen-Regiment 2)
  - 2 batalion motocyklowy (Kradschützen-Abteilung 2)
- 74 pułk artylerii (Artillerie-Regiment 74)
- 5 zmotoryzowana kompania rozpoznawcza (Aufklärungs-Abteilung 5)
- 38 kompania łączności (Nachrichten-Abteilung 38)

Skład w 1939:
- 2 Brygada Pancerna (2.Panzer-Brigade)
  - 3 pułk pancerny (Panzer-Regiment 3)
  - 4 pułk pancerny (Panzer-Regiment 4)
- 2 Brygada Strzelców (zmotoryzowana) (2. Schützen-Brigade)
  - 2 pułk strzelców (Schützen-Regiment 2)
  - 2 batalion motocyklowy (Kradschützen-Abteilung 2)
- 74 pułk artylerii (Artillerie-Regiment 74)
- 5 zmotoryzowana kompania rozpoznawcza (Aufklärungs-Abteilung 5)
- 38 kompania łączności (Nachrichten-Abteilung 38)
- 38 dywizjon niszczycieli czołgów (Panzerjäger-Abteilung 38)
- 38 batalion pionierów (Pionier-Bataillon 38)

Skład w 1940:
- 3 pułk pancerny (Panzer-Regiment 3)
- 2 pułk strzelców (Schützen-Regiment 2)
- 304 pułk strzelców (Schützen-Regiment 304)
- 2 batalion motocyklowy (Kradschützen-Abteilung 2)
- 703 ciężka kompania broni wsparcia (Schwere Infanterie Geschütz Kompanie 703)
- 74 pułk artylerii (Artillerie-Regiment 74)
- 5 zmotoryzowana kompania rozpoznawcza (Aufklärungs-Abteilung 5)
- 38 dywizjon niszczycieli czołgów (Panzerjäger-Abteilung 38)
- 38 batalion łączności (Nachrichten-Abteilung 38)
- 38 batalion pionierów (Pionier-Bataillon 38)

Skład w 1942:
- 3 pułk pancerny (Panzer-Regiment 3)
- 2 pułk grenadierów pancernych (Panzergrenadier-Regiment 2)
- 304 pułk grenadierów pancernych (Panzergrenadier-Regiment 304)
- 74 pułk artylerii (Artillerie-Regiment 74)
- 2 pancerny batalion rozpoznawczy (Panzer-Aufklärungs-Abteilung 2)
- 237 dywizjon artylerii przeciwlotniczej (Heeres-Flak-Abteilung 273)
- 38 dywizjon niszczycieli czołgów (Panzerjäger-Abteilung 38)
- 38 pancerny batalion pionierów (Panzer-Pionier-Bataillon 38)
- 38 pancerny batalion łączności (Panzer-Nachrichten-Abteilung 38)